# Rudolf Scharping
Rudolf Scharping (ur. 2 grudnia 1947 w Niederelbert) – niemiecki polityk i samorządowiec, działacz Socjaldemokratycznej Partii Niemiec i jej przewodniczący w latach 1993–1995, przewodniczący Partii Europejskich Socjalistów (1995–2001), premier Nadrenii-Palatynatu (1991–1994), deputowanych do Bundestagu, od 1998 do 2002 minister obrony.

## Życiorys
W 1966 uzyskał maturę w Gymnasium Oberlahnstein, w tym samym roku wstąpił do Socjaldemokratycznej Partii Niemiec. W latach 1966–1974 studiował nauki polityczne, socjologię i prawo na Uniwersytecie w Bonn. W trakcie studiów pracował jako asystent posłów do Bundestagu. W latach 1969–1974 kierował socjaldemokratyczną młodzieżówką Jusos w Nadrenii-Palatynacie, następnie do 1976 był wiceprzewodniczącym struktur federalnych tej organizacji. W latach 1974–1991 zasiadał w radzie miasta Lahnstein, a od 1979 jednocześnie w radzie powiatu.
Od 1975 do 1994 był deputowanym do landtagu kraju związkowego Nadrenia-Palatynat. Pełnił różne funkcje w ramach frakcji poselskiej i regionalnej SPD, m.in. od 1985 do 1993 przewodniczył partii w Nadrenii-Palatynacie. W latach 1988–2003 wchodził w skład zarządu federalnego swojego ugrupowania. Od maja 1991 do października 1994 sprawował urząd premiera Nadrenii-Palatynatu.
W czerwcu 1993 wybrany na przewodniczącego SPD, zastąpił pełniącego obowiązki Johannesa Raua. W listopadzie 1995 nie został wybrany na kolejną kadencję – na czele partii stanął wówczas Oskar Lafontaine. Został natomiast jednym z wiceprzewodniczących SPD. W międzyczasie był kandydatem socjaldemokratów na kanclerza w wyborach parlamentarnych w 1994, które jego formacja przegrała z chadekami Helmuta Kohla. Rudolf Scharping uzyskał w tych wyborach mandat posła do Bundestagu, który odnawiał w 1998 i 2002, zasiadając w niższej izbie niemieckiego parlamentu do 2005. Od 1994 do czasu wejścia w skład rządu przewodniczył frakcji deputowanych SPD. W latach 1995–2001 był przewodniczącym Partii Europejskich Socjalistów.
27 października 1998 objął urząd ministra obrony w pierwszym gabinecie kanclerza Gerharda Schrödera. Sprawował go do 18 lipca 2002, został odwołany na kilka miesięcy przed kolejnymi wyborami. Doszło do tego po ujawnieniu niejasnych powiązań finansowych ministra z PR-owcem Moritzem Hunzingerem (od którego polityk otrzymał w trakcie pełnienia funkcji honorarium w wysokości 140 tys. marek niemieckich). Również wcześniej był publicznie krytykowany za różne zachowania. W 2001 opublikowano jego zdjęcia ze spędzanych wraz z partnerką wakacji na Majorce, gdy w tym samym czasie niemiecka Bundeswehra przygotowywała się do uczestnictwa w operacji militarnej w Macedonii.
Po odejściu z aktywnej polityki zajął się działalnością dydaktyczną, a później również biznesową. W 2005 po raz pierwszy wybrany na prezesa Niemieckiego Związku Kolarskiego, uzyskiwał reelekcję na kolejne kadencje.

## Odznaczenia
- Order Wolności (Kosowo, 2004)[3]